# Фехим Хускович
Фехим Хускович (на македонска литературна норма: Фехим Хусковиќ; на босненски: Fehim Husković) е виден художник от Северна Македония.

## Биография
Хускович е роден на 25 май 1967 година в предимно бошняшкото велешко село Горно Оризари. Завръшва магистратура „графика“ във Факултета за изящни изкуства в Скопския университет и по-късно докторска програма в Художествената академия в София, България. Има над 50 самостоятелни изложби в Северна Македония и по света, участвал е в над 400 големи изложби и 60 международни семинари и симпозиуми. Носител е на двадесетина награди в Северна Македония и чужбина, сред тях и наградата на Община Велес 9 ноември. Хускович е носител на наградата „Никола Мартиноски“ за 2006 година, която се връчва от Дружеството на художниците на Македония. Хускович работи като редовен професор във Факултета за изящно изкуство в Скопие.